# Paquita Dominguez
Paquita Dominguez (ur. 1 kwietnia 1912 w Huesca zm. 29 sierpnia 1994 w Madrycie) – hiszpańska Służebnica Boża Kościoła katolickiego.

## Życiorys
Paquita Dominguez urodziła się w bardzo religijnej rodzinie. W dniu 16 czerwca 1939 roku, mając 27 lat, wyszła za mąż za Tomasa Alvira i miała z tego związku dziewięcioro dzieci. Pracowała jako nauczycielka. Była także członkinią Opus Dei. W dniu 7 maja 1992 roku zmarł jej mąż Tomas Alvira. Ona zmarła 29 sierpnia 1994 roku, mając 82 lata, w opinii świętości. W 2009 roku rozpoczął się proces beatyfikacyjny jej i męża.